# Studio Wee
Studio Wee is een Japans platenlabel waarop jazz uitkomt.
Op het label zijn platen uitgekomen van onder meer Katayama Hiroaki, Hayakawa Takeharu, Hayashi Eiichi, Furuhashi Tsuyoshi, Ryokuka-Keikaku, Phonolite, Emergency!, Matsukaze Koichi, Miya, Yamaguchi Koichi en Tachibana Hideki.